# Томас Гарріс
Томас Гарріс (англ. Thomas Harris; нар. 11 квітня 1940, Джексон) — письменник, журналіст та сценарист. Насамперед відомий як автор романів про Ганнібала Лектера.

## Біографія
Народився 1940 року в містечку Джексон, штат Теннессі, США, але своє дитинство провів разом зі сім'єю в штаті Міссісіпі, в містах Річ, Клівленд і Кларксдейл. У 1964 році закінчив Бейлорський університет
в місті Вейко, штат Техас, де спеціалізувався на англійській мові. Під час навчання в коледжі, працював репортером в місцевій газеті «The Waco Tribune-Herald» (за іншими даними у «The News Tribune»), де писав репортажі слідами поліцейських патрулів. Познайомився зі своєю майбутньою дружиною Гаррієт у коледжі. Згодом у них народилася дочка Енн, але в шістдесятих вони розлучилися.
Здобувши диплом, Гарріс протягом деякого часу подорожував Європою. У 1968 році переїхав до Нью-Йорка та почав працювати в «Ассошіейтед Прес», де трудився до 1974 року. Робота в «Ассошіейтед Прес» дала йому безцінний досвід спілкування зі світом злочинності.

## Письменницька кар'єра
Смерть одинадцяти ізраїльських атлетів в Мюнхені на Олімпійських іграх 1972 року підштовхнула Гарріса написати роман «Чорна неділя», який став бестселером 1975 року. Книга розповідає про плани терористичного угрупування захопити дирижабль, розмістити там бомби з шрапнеллю і здійснити підрив під час Суперкубка. 1977 року світ побачила однойменна екранізація за участю Роберта Шоу і Брюса Дерна в головних ролях. Успіх книги дозволив Гаррісу повністю присвятити себе письменницькій діяльності.
Наступною книгою Гарріса став роман «Червоний дракон», який побачив світ 1981 року. Це перша книга, де з'являється доктор Ганнібал «Канібал» Лектер. Роман став бестселером, який двічі екранізовували: вперше 1986 року («Мисливець на людей», реж. М. Манн, головні ролі виконали Вільям Петерсен, Браян Кокс, Том Нунан), а вдруге 2002 року («Червоний дракон», реж. Бретт Ретнер, головні ролі виконали Едвард Нортон, Ентоні Гопкінс, Рейф Файнз).
Найбільший успіх і популярність Томасу Гаррісу приніс його другий роман про доктора Ганнібала Лектера — «Мовчання ягнят», який вийшов 1988 року. 1991 року світ побачила однойменна екранізація, здійснена режисером Джонатаном Деммі.
Глибоке знання теми і чималий журналістський досвід дозволив Гаррісу не тільки створювати ефектні твори, але й, згідно з думкою фахівців, зробити деякі узагальнення, які дають можливість успішніше розслідувати серійні вбивства (картографування місць виявлення трупів, особливе значення першого вбивства тощо).
8 червня 1999 року вийшла третя книга про доктора Лектера — «Ганнібал». 2001 року світ побачила однойменна екранізація, яку здійснив режисер Рідлі Скотт. Доктора Ганнібала Лектера зіграв Ентоні Гопкінс, а роль агента ФБР К. Старлінг — Джуліанн Мур.
5 грудня 2006 року вийшов роман «Сходження Ганнібала», який розповідає про ранні роки молодого Ганнібала від шести до двадцяти років. Роман покликаний пролити світло на обставини смерті сім'ї Лектера під час Другої світової війни, а також сфокусований на спогадах доктора Лектера про молодшу сестру Мішу. 8 лютого 2007 року в український прокат вийшла екранізація під назвою «Молодий Ганнібал».
4 квітня 2013 року відбулася прем'єра телесеріалу «Ганнібал», створеного за мотивами романів письменника.

### Серія Ганнібала Лектера
- Red Dragon (1981) — «Червоний дракон»;
- The Silence of the Lambs (1988) — «Мовчання ягнят»;
- Hannibal (1999) — «Ганнібал»(інші мови);
- Hannibal Rising (2006) — «Сходження Ганнібала»(інші мови).

## Переклади українською
- Томас Гарріс. Сходження Ганнібала. — Книжковий Клуб "Клуб Сімейного Дозвілля", 2008. — 256 с. — ISBN 978-966-343-781-1.
- Томас Гарріс. Мовчання ягнят. — Книжковий Клуб "Клуб Сімейного Дозвілля", 2016. — 224 с. — ISBN 978-617-12-1058-5.
- Томас Гарріс. Ганнібал. — Книжковий Клуб "Клуб Сімейного Дозвілля", 2018. — 512 с. — ISBN 978-617-12-4554-9.
- Томас Гарріс. Червоний дракон. — Книжковий Клуб "Клуб Сімейного Дозвілля", 2018. — 352 с. — ISBN 978-617-12-5102-1.
- Томас Гарріс. Карі Мора. — Х. : Видавництво «Віват», 2020. — ? с. — ISBN ?.